# Библиотека Университета Маккуори

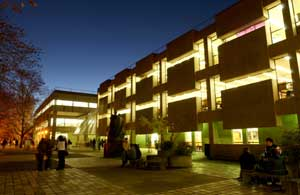
Старая библиотека Университета Маккуори

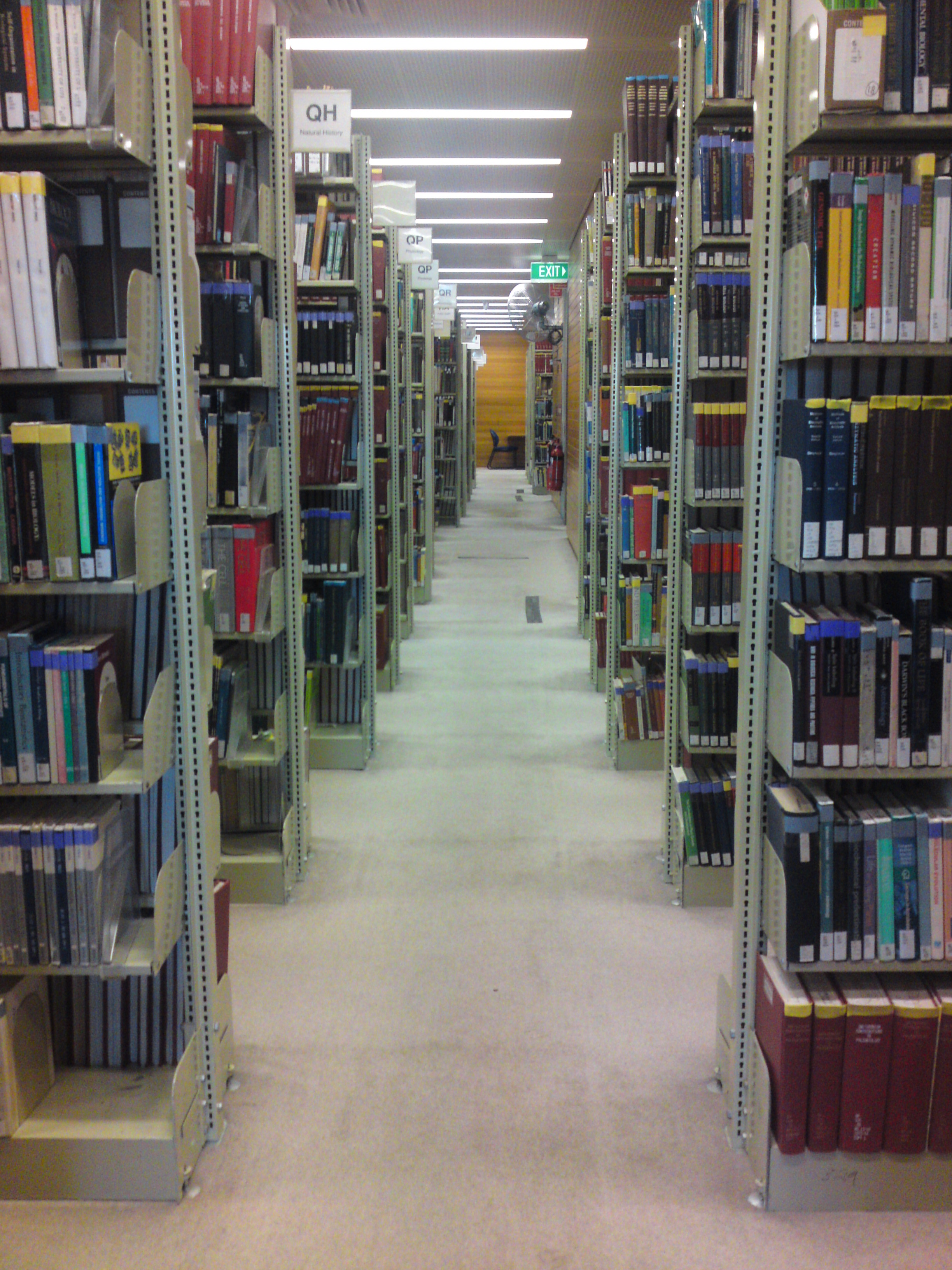
Книжные полки в старой библиотеке

Библиотека Университета Маккуори — крупнейшая академическая библиотека в Северном Сиднее (Австралия).
В библиотеке хранится более 1,8 миллиона печатных и электронных единиц хранения, включая книги, журналы, газеты, отчёты, материалы конференций, рабочие документы, карты, аспирантские диссертации, компьютерное программное обеспечение, мультимедиа, микрофильмы, микрофиши и дополнительные непечатные ресурсы.
Библиотека предоставляет доступ к более чем 600 базам данных; 500 000 электронных книг; более 69 000 электронных журналов; книги, печатные ресурсы и мультимедиа через MultiSearch.

## Здание
Новое здание библиотеки было открыто 25 июля 2011 года, и ему был присвоен номер здания C3C.
Здание соответствует современным средовым тенденциям, которые способствует взаимодействию между людьми и знаниями.
В здании более 2500 мест для групповых и индивидуальных занятий и более 200 компьютеров для студентов.
В библиотеке также есть учебные места с настольным питанием для ноутбуков, доступ к корпоративной сети университета, торговые автоматы, а также специальные учебные помещения для аспирантов.
Здание  окружают парки кампуса  инновационного дизайна. Также само здание обладает следующими конструктивными особенностями:
- Зелёная крыша с травой и садами
- Колодцы естественного света для нижних этажей
- Внешние теневые плавники
- Зонированное освещение
- Использование вторсырья в строительстве
- Автоматизированная система хранения и поиска

## Автоматизированная система хранения и поиска
Библиотека Университета Маккуори была первым университетом в Австралии, который установил в своей библиотеке автоматизированную систему хранения и поиска (ASRS).
ASRS состоит из экологически контролируемого хранилища с металлическими контейнерами для хранения предметов. Роботизированные краны извлекают единицу хранения по запросу и доставляют его в службу поддержки.
Процесс извлечения занимает всего несколько минут и помогает увеличить фондооборот коллекции печатных изданий за счёт более удобного доступа.
Эта инновационная технология была адаптирована из логистических технологий автомобильной промышленности для складирования и извлечения мелких компонентов.
Данная технология обеспечивает более высокую плотность хранения, что приводит к значительно меньшей занимаемой площади и более доступной стоимости проекта. Около 80% физической коллекции хранится в ASRS и 20% на полках открытого доступа.

## Комната Лаклана и Элизабет Маккуори
В библиотеке располагается мемориальная комната Лаклана и Элизабет Маккуори.
Лаклан Маккуори был пятым британским губернатором Нового Южного Уэльса.
Комната Лаклана и Элизабет Маккуори располагается у входа в библиотеку.
Комната представляет собой оригинальную гостиную на первом этаже дома Лаклана и Элизабет Маккуори на острове Малл, Шотландия . В комнате можно увидеть все оригинальные деревянные панели, двери, окна, ниши, ставни и камин, датируемые 1820-ми годами.

## История
Первоначальная библиотека Университета Маккуори, открытая в 1967 году, была классическим образцом бруталистской архитектуры. Здание строилось поэтапно в четыре этапа и полностью завершено к 1978 году.

## внешние ссылки
- Веб-сайт библиотеки Университета Маккуори
- Библиотека Университета Маккуори MultiSearch